# 라신반
나침반 (羅針盤, らしんばん)은 보어덤스, ROVO 등에서 활동한 야마모토 세이치가 88년 결성한 밴드이다. 독특한 분위기의 음악과 가사가 특징이다.

## 개요
오모이데하토바는 포크록으로 시작했지만 멤버가 바뀌면서 음악이 실험음악 쪽으로 이동되었다. 그 이후 야마모토가 포크 음악을 하기 위해 만든 밴드가 나침반이다.
97년에 워너 뮤직 재팬에서 메이저 데뷔한다. LABCRY와 渚にて등과 함께 간사이 포크의 '우타모노'(歌モノ) 밴드로 알려졌다. 감정의 기복을 배제한 밍밍한 야마모토의 보컬에 서정적인 악곡을 입혔다. 반면 라이브에선 기타를 부순다거나 하는 폭주를 보여주곤 했다.
02년 멤버도 레이블도 바꾸어 앨범 はじまり를 발매한다. 음악적으로는 어쿠스틱 미니멀리즘을 지향했다. 05년 미국투어도중 교통사고로 멤버인 차이나가 사망했다. 밴드는 해산을 결정한다.

## 앨범
- らご（1997年11月25日、WEAジャパン）
- せいか（1998年9月25日、WEAジャパン）
- ソングライン（2000年6月21日、WEAジャパン）
- はじまり（2002年10月23日、リトルモア）
  - 이치고 이치에 Sweets for my SPITZ(2002年10月17 일)
  - 会えない人（2003年9月18日、リトルモア）
- 福音（2003年10月22日、リトルモア）
- いるみ（2004年7月22日、リトルモア）
- むすび（2005年8月15日、リトルモア）